# Paepalanthus freyreissii
Paepalanthus freyreissii är en gräsväxtart som först beskrevs av Carl Peter Thunberg, och fick sitt nu gällande namn av Friedrich August Körnicke. Paepalanthus freyreissii ingår i släktet Paepalanthus och familjen Eriocaulaceae. Inga underarter finns listade i Catalogue of Life.